# Canton de la Seyne-sur-Mer-1
Le canton de la Seyne-sur-Mer-1 est une circonscription électorale française située dans le département du Var et la région Provence-Alpes-Côte d'Azur.

## Histoire
Un nouveau découpage territorial du Var entre en vigueur à l'occasion des premières élections départementales suivant le décret du 27 février 2014. Les conseillers départementaux sont, à compter de ces élections, élus au scrutin majoritaire binominal mixte. Les électeurs de chaque canton élisent au Conseil départemental, nouvelle appellation du Conseil général, deux membres de sexe différent, qui se présentent en binôme de candidats. Les conseillers départementaux sont élus pour 6 ans au scrutin binominal majoritaire à deux tours, l'accès au second tour nécessitant 12,5 % des inscrits au 1er tour. En outre la totalité des conseillers départementaux est renouvelée. Ce nouveau mode de scrutin nécessite un redécoupage des cantons dont le nombre est divisé par deux avec arrondi à l'unité impaire supérieure si ce nombre n'est pas entier impair, assorti de conditions de seuils minimaux. Dans le Var, le nombre de cantons passe ainsi de 43 à 23.
Le canton de la Seyne-sur-Mer-1 est formé d'une fraction de la commune de La Seyne-sur-Mer. Il est entièrement inclus dans l'arrondissement de Toulon. Le bureau centralisateur est situé à La Seyne-sur-Mer.

## Représentation
| Période élective | Période élective | Mandat | Mandat   | Identité         | Nuance | Nuance | Qualité                                                           |
| ---------------- | ---------------- | ------ | -------- | ---------------- | ------ | ------ | ----------------------------------------------------------------- |
| 2015             | 2021             | 2015   | 2021     | Damien Guttierez |        | DVD    | Collaborateur d'élu Conseiller municipal de La Seyne-sur-Mer      |
| 2015             | 2021             | 2015   | 2021     | Virginie Sanchez |        | DVD    | Employée de Préfecture Conseillère municipale de La Seyne-sur-Mer |
| 2021             | 2028             | 2021   | en cours | Lydie Onteniente |        | LR     | Employée de commerce, conseillère municipale de La Seyne-sur-Mer  |
| 2021             | 2028             | 2021   | en cours | Ludovic Pontone  |        | LR     | Profession libérale, La Seyne-sur-Mer                             |

### Résultats détaillés

#### Élections de mars 2015
À l'issue du 1er tour des élections départementales de 2015, deux binômes sont en ballottage : Damien Guttierez et Virginie Sanchez (FN, 41,67 %) et Marie Bouchez et Anthony Civettini (Union de la Gauche, 32,15 %). Le taux de participation est de 44,91 % (16 599 votants sur 36 960 inscrits) contre 49,77 % au niveau départemental et 50,17 % au niveau national.
Au second tour, Damien Guttierez et Virginie Sanchez (FN) sont élus avec 53,11 % des suffrages exprimés et un taux de participation de 48,68 % (8 758 voix pour 17 991 votants et 36 960 inscrits).
Damien Guttierez a été exclu du FN. Virginie Sanchez a été suspendue du FN.

#### Élections de juin 2021
Le premier tour des élections départementales de 2021 est marqué par un très faible taux de participation (33,26 % au niveau national). Dans le canton de la Seyne-sur-Mer-1, ce taux de participation est de 27,2 % (9 826 votants sur 36 122 inscrits) contre 33,03 % au niveau départemental. À l'issue de ce premier tour, deux binômes sont en ballottage : Dorian Munoz et Cécilia Zanna (RN, 31,78 %) et Lydie Onteniente et Ludovic Pontone (Union au centre et à droite, 24,96 %).
Le second tour des élections est marqué une nouvelle fois par une abstention massive équivalente au premier tour. Les taux de participation sont de 34,36 % au niveau national, 36,4 % dans le département et 29,87 % dans le canton de la Seyne-sur-Mer-1. Lydie Onteniente et Ludovic Pontone (Union au centre et à droite) sont élus avec 58,53 % des suffrages exprimés (5 823 voix pour 10 792 votants et 36 125 inscrits),,.

## Composition
Le canton de la Seyne-sur-Mer-1 comprend la partie de la commune de La Seyne-sur-Mer située au nord d'une ligne définie par l'axe des voies et limites suivantes : depuis la limite territoriale de la commune de Six-Fours-les-Plages, chemin de Ferri, chemin des Barelles, route de Janas, cours d'eau, chemin de Fabregas-aux-Moulières, chemin de Fabregas, route départementale 816, chemin de l'Oide, chemin des Deux-Chênes, chemin des Plaines, route de Fabregas, rue du Lotissement « les Acacias », lotissement « les Acacias » jusqu'au croisement de l'avenue Auguste-Renoir, avenue Auguste-Renoir, rond-point, avenue Auguste-Renoir, rond-point du Docteur-Jean-Sauvet, avenue Auguste-Renoir, rond-point Salvador-Allende, avenue Pablo-Neruda, rond-point, avenue Fernand-Léger, avenue Noël-Verlaque, chemin de l'Evescat-aux-Sablettes, avenue Henri-Guillaume, chemin de l'Evescat, chemin de l'Evescat-au-Fort-Caire, avenue du Général-Carmille, avenue Auguste-Plane, jusqu'au littoral.
| Nom                                      | Code Insee | Intercommunalité                       | Superficie (km2) | Population (dernière pop. légale)                | Densité (hab./km2) | Modifier                                    |
| ---------------------------------------- | ---------- | -------------------------------------- | ---------------- | ------------------------------------------------ | ------------------ | ------------------------------------------- |
| La Seyne-sur-Mer (bureau centralisateur) | 83126      | Métropole Toulon-Provence-Méditerranée | 22,17            | Fraction : 53 062 (2022) Commune : 62 905 (2022) | 2 837              | modifier les données · modifier les données |
| Canton de la Seyne-sur-Mer-1             | 8316       |                                        |                  | 53 062 (2022)                                    |                    | modifier les données                        |

## Démographie
En 2022, le canton comptait 53 062 habitants, en évolution de −3,02 % par rapport à 2016 (Var : +4,98 %, France hors Mayotte : +2,11 %).
| 2013   | 2018   | 2022   |
| ------ | ------ | ------ |
| 53 708 | 53 048 | 53 062 |